# Parc national des Deux Balés
Le parc national de Deux Balés est un parc national du Burkina Faso créé en 1967 et situé dans la province de Mouhoun.

## Histoire
À l'origine, le site est une forêt classée créée en 1937 d'une superficie de 610 km2. À cette époque, l'aire protégée faisait partie de l'Afrique-Occidentale française. En 1967, alors qu'elle faisait partie de la nouvelle république indépendante de Haute-Volta, la zone a été désignée parc national. En 1968, des braconnages réduisent drastiquement les populations de mammifères.
En 1989, l'Union internationale pour la conservation de la nature recommande que « le statut juridique du parc national des Deux Balés soit revu, à la lumière des activités agricoles et minières qui sont en conflit avec l'intégrité de ses populations d'éléphants ». En 2001, le Burkina Faso abrite le plus grand nombre d'éléphants d'Afrique de l'Ouest soit environ 400 individus dans les Deux Balés avec la forêt de Baporo. Cependant, il n'existe toujours pas de loi la définissant la zone comme parc national.

## Biodiversité
La végétation est composée de plantes adaptées à la savane, de graminées et d'arbres, tels que le baobab, le bouleau d'Afrique, Isoberlinia doka et Terminalia laxiflora.
Parmi la mammofaune, nous pouvons citer la présence de l'hippopotame amphibie, le buffle d'Afrique, l'éléphant de savane d'Afrique, l'antilope ainsi que le crocodile pour l'herpétofaune.